# Euryproctus coxalis
Euryproctus coxalis là một loài tò vò trong họ Ichneumonidae.